# Xuan (regent)
Xuan, född 338 f.Kr., död 265 f. Kr., var en kinesisk regent; konkubin till Kung Huiwen av Qin, och regent i Qin under sin son Kung Zhaoxiang av Qins omyndighet 307-305 f.Kr.  Hon är den första bekräftade kvinnliga regenten i Kina.